# صخر سماقي

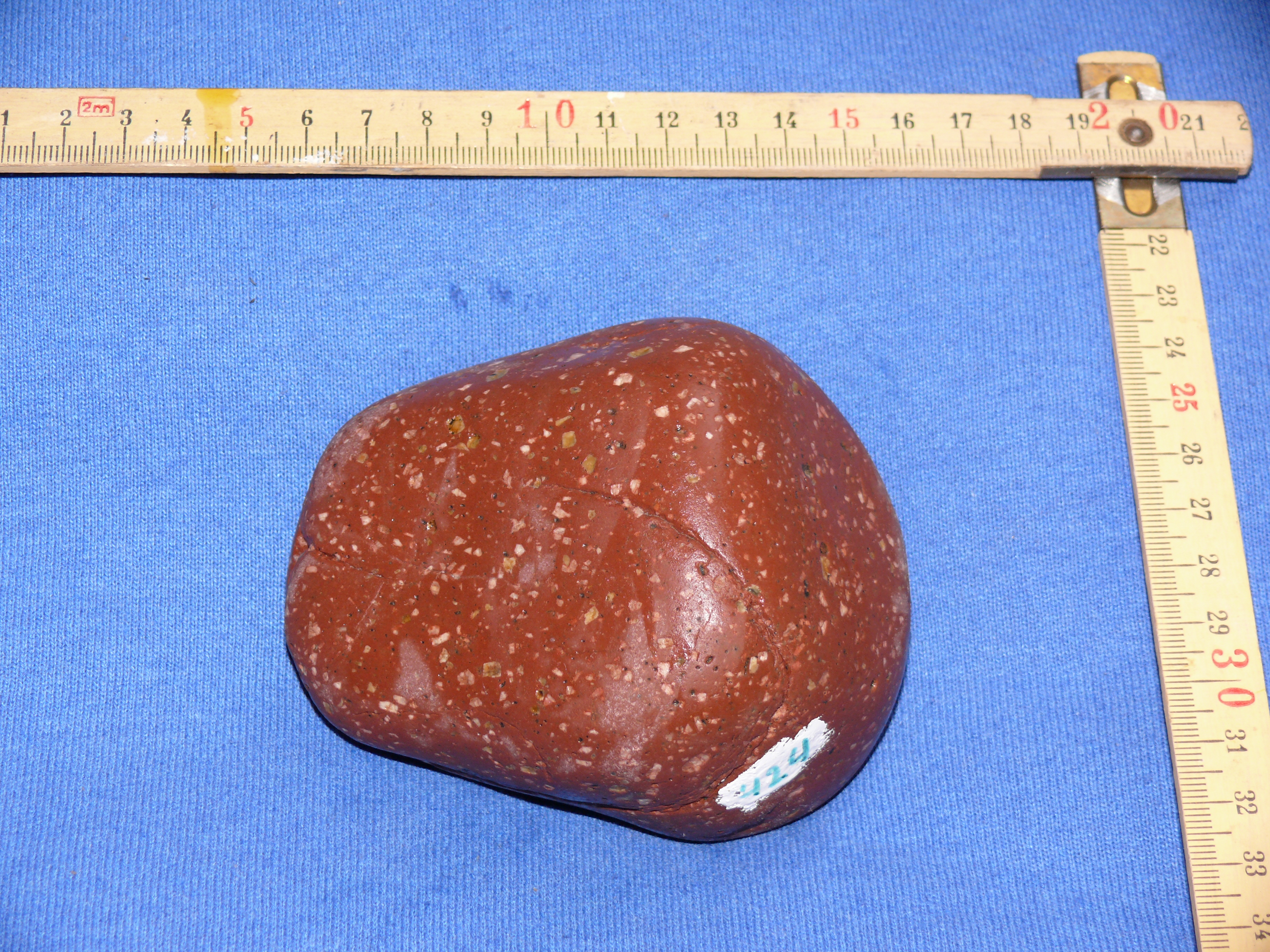
قطعة من صخر سماقي

الصخر السمّاقي(1) في علم الجيولوجيا هو نوع من أنواع الصخور النارية الذي يتألف من بلورات كبيرة من الفلسبار أو المرو المبعثرة في فرشة دقيقة البلورات غنية بالسيليكات. تدعى البلورات الكبيرة باسم البلورات البارزة. أشهر أنواع تلك الصخور التي تكون فيها صخور بارزة حمراء أرجوانية، وذلك بسبب شكلها المفضل. عُرف هذا الصخر واستعمل في الإنشاء منذ زمن الإغريق والرومان.

## الهوامش

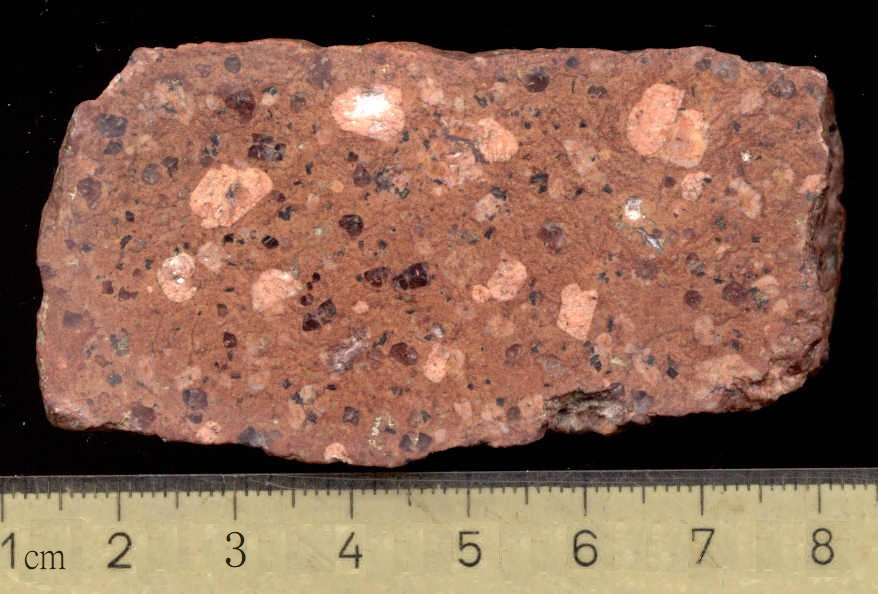
„Quarzporphyr“ (Rhyolith)

1 مصطلح الحجر السمّاقي أو المرمر السماقي أو الحجر البِرفيري أو الفرفيري أو صخر بورفيري وذلك من الإغريقية πορφύρα بمعنى أرجواني.